# Pierre Vercruysse
Pierre Vercruysse, né le 12 janvier 1963, est un professionnel des courses hippiques, entraîneur, driver de trot attelé.
Fils de Roger Vercruysse, lui-même entraîneur, entré à l'école des courses de trot de Graignes à 14 ans, il s'exile aux États-Unis à 20 ans, puis revient en France en 1988 et s'installe à son compte comme entraîneur à Grosbois et surtout comme driver free lance. Titulaire de plus de 2 000 victoires, il a remporté le championnat du monde des drivers en 2013 et s'est classé deux fois deuxième du Prix d'Amérique (avec Écho en 1998 et Quaker Jet en 2010).  

## Principales victoires (entraîneur et/ou driver)
France

### Groupe 1
- Prix de France – 1 – Meaulnes du Corta (2009)
- Prix Albert-Viel – 2 – Boccador de Simm (2014), Cobra Bleu (2015)
- Prix de l'Étoile – 2 – Hello Jo (1998), The Lovely Gwen (2010)
- Prix des Centaures – 1 – Gringo de Villière (2000)

### Groupe 2
- Prix de Belgique – 3 – Echo (1998), Yarrah Boko (2013, 2014)
- Prix Gaston-Brunet – 3 – Écho (1996), Vigove (2013), Brillantissime (2015)
- Prix Chambon-P – 2 – Général du Lupin (2003), Rodrigo Jet (2012)
- Prix de Washington – 2 – Général du Lupin (2004), Napoleon Bar (2014)
- Prix de New York – 2 – Jeanbat du Vivier (2005), Napoleon Bar (2014)
- Prix Albert-Demarcq – 2 – Rodrigo Jet (2010), Very Nice Marceaux (2014)
- Prix Guy-Le-Gonidec – 2 – Écho (1996), In Foot (2000)
- Prix Marcel-Laurent – 2 – Eller (2001), Main Wise As (2011)
- Prix Ozo – 2 – Olivia Jet (2005), Cosmic Girl (2015)
- Prix Pierre-Plazen – 2 – Ever Jet (1995), Iton du Gîte (1999)
- Prix Ovide-Moulinet – 2 – Historien (2000), Express Jet (2019)
- Prix Roederer – 1 – Valacirca (1992)
- Prix Gélinotte – 1 – Exotiqua (1995)
- Clôture du Grand National du trot – 1 – Danseur Magic (1997)
- Prix Gaston-de-Wazières – 1 – Full Account (1997)
- Prix Jean–Luc Lagardère – 1 – Nevele Cero O (1998)
- Prix Victor-Régis – 1 – Hello Jo (1998)
- Prix Emmanuel-Margouty – 1 – Jackpot du Relais (1999)
- Prix du Pontavice de Heussey – 1 – Gringo de Villière (2000)
- Prix Jacques-de-Vaulogé – 1 – New Aldo (2004)
- Prix d'Été – 1 – Général du Lupin (2004)
- Prix Guy-Deloison – 1 – Olivia Jet (2005)
- Prix du Bois de Vincennes – 1 – Meaulnes du Corta (2009)
- Prix des Ducs de Normandie – 1 – Unforgettable (2009)
- Prix Henri-Levesque – 1 – Quaker Jet (2009)
- Prix Robert-Auvray – 1 – Rodrigo Jet (2010)
- Prix Masina – 1 – The Lovely Gwen (2010)
- Prix Annick-Dreux – 1 – The Lovely Gwen (2010)
- Prix de Bourgogne – 1 – Ready Cash (2011)
- Prix Charles-Tiercelin – 1 – The Lovely Gwen (2011)
- Prix de Croix – 1 – Vigove (2012)
- Prix Louis-Jariel – 1 – Very Nice Marceaux (2014)
- Prix Reine du Corta – 1 – Combattante (2015)
- Prix Éphrem-Houel – 1 – Cobra Bleu (2016)
- Prix Phaéton – 1 – Cobra Bleu (2016)
- Prix Jean-Le-Gonidec – 1 – Eclipse Danica (2019)
- Prix de la Communauté de communes de la Thiérache du Centre – 1 – Drôle de Jet (2020)

 Italie
- Grand Prix d'Europe – 1 – Brillantissime (2015)
- Grand Prix Continental – 1 – Brillantissime (2015)
- Championnat européen – 1 – Renommée d'Aubret (2011)

 Finlande
- Finlandia Ajo – 1 – Giesolo de Lou (1999)

 Suisse
- Prix du Président – 1 – Prahler (2000)

 Europe
- Grand Prix de l'UET – 2 – Tipouf (1989), Drôle de Jet (2017)